# Vera-Lotte Boecker

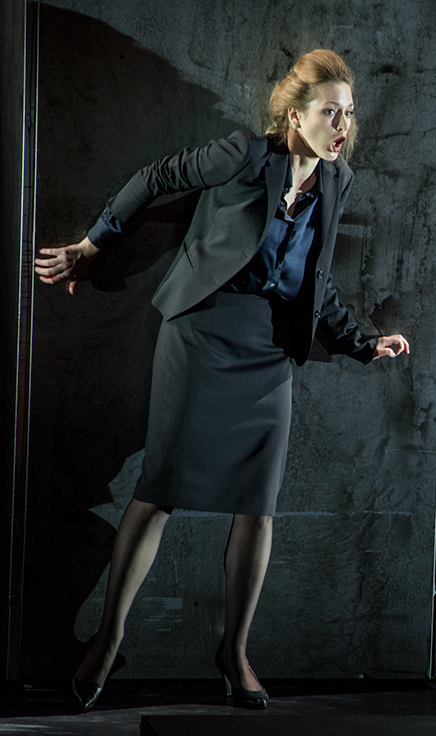
Vera-Lotte Boecker in La Juive

Vera-Lotte Boecker (geboren in Brühl bei Köln) ist eine deutsche Opernsängerin der Stimmlage Sopran. Sie war Ensemblemitglied des Nationaltheaters Mannheim und der Komischen Oper Berlin. Von September 2020 bis 2022 war sie im Ensemble der Wiener Staatsoper.
2022 wurde sie von der Fachzeitschrift „Opernwelt“ als „Sängerin des Jahres“ ausgezeichnet.

## Leben und Werk
Vera-Lotte Boecker studierte Philosophie und Literatur an der Humboldt-Universität zu Berlin sowie parallel dazu Gesang an der Hochschule für Musik Hanns Eisler, an der Universität der Künste Berlin, sowie am Opernstudio der Königlichen Oper von Kopenhagen. Sie besuchte Meisterkurse bei Siegfried Jerusalem und Mirella Freni. 2014 übernahm sie im Landestheater Detmold die Hauptrolle der Agnès in Benjamins Written on Skin. Für die Gestaltung dieser Rolle wurde sie von der Opernwelt als beste Nachwuchssängerin nominiert und mit dem Theaterpreis der Stadt Detmold ausgezeichnet. Von 2014 bis 2017 gehörte Vera-Lotte Böcker zum Ensemble des Nationaltheaters Mannheim, danach wurde sie von Intendant Barrie Kosky für drei Spielzeiten an die Komischen Oper Berlin engagiert. In beiden Häusern konnte sie ein breites Spektrum an Aufgaben übernehmen, in komischen Opern (als Adina und Rosina) ebenso wie in Operette und Musical, aber auch im dramatischen Fach. In der Uraufführung von Lucia Ronchettis Esame di Mezzanotte übernahm sie im Mai 2015 in Mannheim die Rolle der Iris.
Bereits in den Mannheimer Jahren wurde sie als Gast an eine Reihe renommierter Bühnen verpflichtet. Im Juni 2016 verkörperte sie die Princesse Eudoxie in einer Neuproduktion der Jüdin von Halévy bei den Münchner Opernfestspielen – als Partnerin von Roberto Alagna (Éléazar) und Aleksandra Kurzak (Rachel). Es inszenierte Calixto Bieito, es dirigierte Bertrand de Billy. Diese Produktion wurde danach in das Repertoire der Bayerischen Staatsoper übernommen. In Stuttgart und bei den Salzburger Festspielen gastierte sie jeweils in einer Oper von Hans Werner Henze, in Bozen und am Moskauer Bolschoi-Theater übernahm sie die Agnès in Written on Skin. Die spektakuläre Zauberflöten-Inszenierung von Suzanne Andrade und Barrie Kosky an der Komischen Oper in Berlin führte sie auf Gastspielreisen an die Hamburgische Staatsoper, nach Beijing, Tokyo, Paris und New York. Sie sang die Pamina.
Vera-Lotte Boecker arbeitete mit namhaften Dirigenten zusammen, darunter Bertrand de Billy, Wladimir Jurowski, Thomas Guggeis, Kent Nagano, Simone Young, Titus Engel und Lorenzo Viotti. Zu den wichtigen Regisseuren, in deren Neuproduktionen sie tragende Rollen übernahm, zählen Achim Freyer, Stefan Herheim, Frank Hilbrich, Stephan Kimmig, Peter Konwitschny, Claus Guth, Jossi Wieler und Krzysztof Warlikowski. Wo immer sie auftrat, konnte sie die Zustimmung von Publikum und Presse erringen. In München wurde ihr „gleißender Sopran“ als „höhen- und koloraturensicher“ gelobt, in Paris „une grande maîtrise de son instrument“ festgestellt, große Meisterschaft in der Beherrschung ihres Instruments, und Die Zeit beschränkte ihre Kritik an Boeckers Darstellung der Lydia Pawloska in Weinbergers wieder entdeckter Operette Frühlingsstürme auf ein Wort: „Tadellos“.
Die Sängerin verzeichnet auch eine Reihe von Konzertauftritten. Im Kulturpalast Dresden übernahm sie das Sopransolo in Carl Orffs Carmina Burana. In einem Stipendiatenkonzert der Karajan-Akademie der Berliner Philharmoniker sang sie Werke von Goldmann und Henze. Als Sopransolistin der Dresdner Philharmonie unter Michael Sanderling spielte sie Beethovens Neunte ein. Für Januar 2021 ist ein Liederabend im Gläsernen Saal des Wiener Musikvereins angekündigt, in dem die Sängerin – begleitet von Sarah Tysman am Klavier – Lieder des NS-Opfers Viktor Ullmann Arbeiten des in die Emigration gezwungenen Kurt Weill gegenüberstellen wird.
Im Jahr 2020 verpflichteten sie Direktor Bogdan Roščić und Musikdirektor Philippe Jordan an die Wiener Staatsoper, wo sie im ersten Fach auftritt. Bereits in ihrer ersten Spielzeit in Wien war sie in drei Neuproduktionen zu sehen und zu hören – als Fusako in Henzes Das verratene Meer, als Micaëla in Bizets Carmen sowie als Virtù und Drusilla in Monteverdis L’incoronazione di Poppea. Für ihre Darstellung der Micaëla wurde sie 2022 mit dem Nachwuchspreis des österreichischen Musiktheaterpreises ausgezeichnet.
Für ihre Darstellung der Nadja in Georg Friedrich Haas’ Oper Bluthaus wurde sie in der Kritikerumfrage der Opernwelt 2022 zur Sängerin des Jahres ernannt.

## Repertoire
| Abraham: - Viktoria in Viktoria und ihr Husar Benjamin: - Agnès in Written on Skin Bizet: - Micaëla in Carmen Donizetti: - Adina in L’elisir d’amore Halévy: - Princesse Eudoxie in La Juive Henze: - Prinzessin Natalie von Oranien im Prinzen von Homburg - Autonoe/Proserpina in The Bassarids Humperdinck: - Gretel in Hänsel und Gretel Lehár: - Valencienne in Die lustige Witwe Loewe: - Eliza in My Fair Lady |  | Mozart: - Ismene in Mitridate, re di Ponto - Donna Anna in Don Giovanni - Pamina in Die Zauberflöte Offenbach: - Prinzessin Hermia in Barbe-Bleue Puccini: - Musetta in La Bohème Rossini: - Rosina in Il barbiere di Siviglia J. Strauß: - Adele in der Fledermaus R. Strauss: - Sophie im Der Rosenkavalier Verdi: - Violetta Valery in La traviata Weill: - Jenny in Aufstieg und Fall der Stadt Mahagonny Weinberger: - Lydia Pawlowska in Frühlingsstürme |

## Wettbewerbe, Auszeichnungen
- 2014 Theaterpreis der Stadt Detmold
- 2015 Gesangswettbewerb Vokal genial der Konzertgesellschaft München und des Bayerischen Rundfunks – 1. Preis, Publikumspreis und Orchesterpreis
- Stipendiatin des Deutschen Musikwettbewerbes und des Richard-Wagner-Verbandes Mannheim
- 2022 Österreichischer Musiktheaterpreis in der Kategorie Bester Nachwuchs für Carmen (Micaëla) an der Wiener Staatsoper[8]
- Sängerin des Jahres 2022
- 2023: Deutscher Theaterpreis Der Faust in der Kategorie Darsteller:in Musiktheater für Bluthaus (Nadja) an der Bayerischen Staatsoper München[9]